# Fahrudin Melić
Fahrudin Melić [⁠f⁠a⁠⁠x⁠r⁠⁠u⁠d⁠i⁠n m⁠ɛ⁠l⁠⁠itɕ] (serbisch-kyrillisch Фахрудин Мелић; * 22. Juli 1984 in Prijepolje, SR Serbien, SFR Jugoslawien) ist ein montenegrinischer Handballspieler, der zumeist auf Rechtsaußen eingesetzt wird.

## Karriere

### Verein

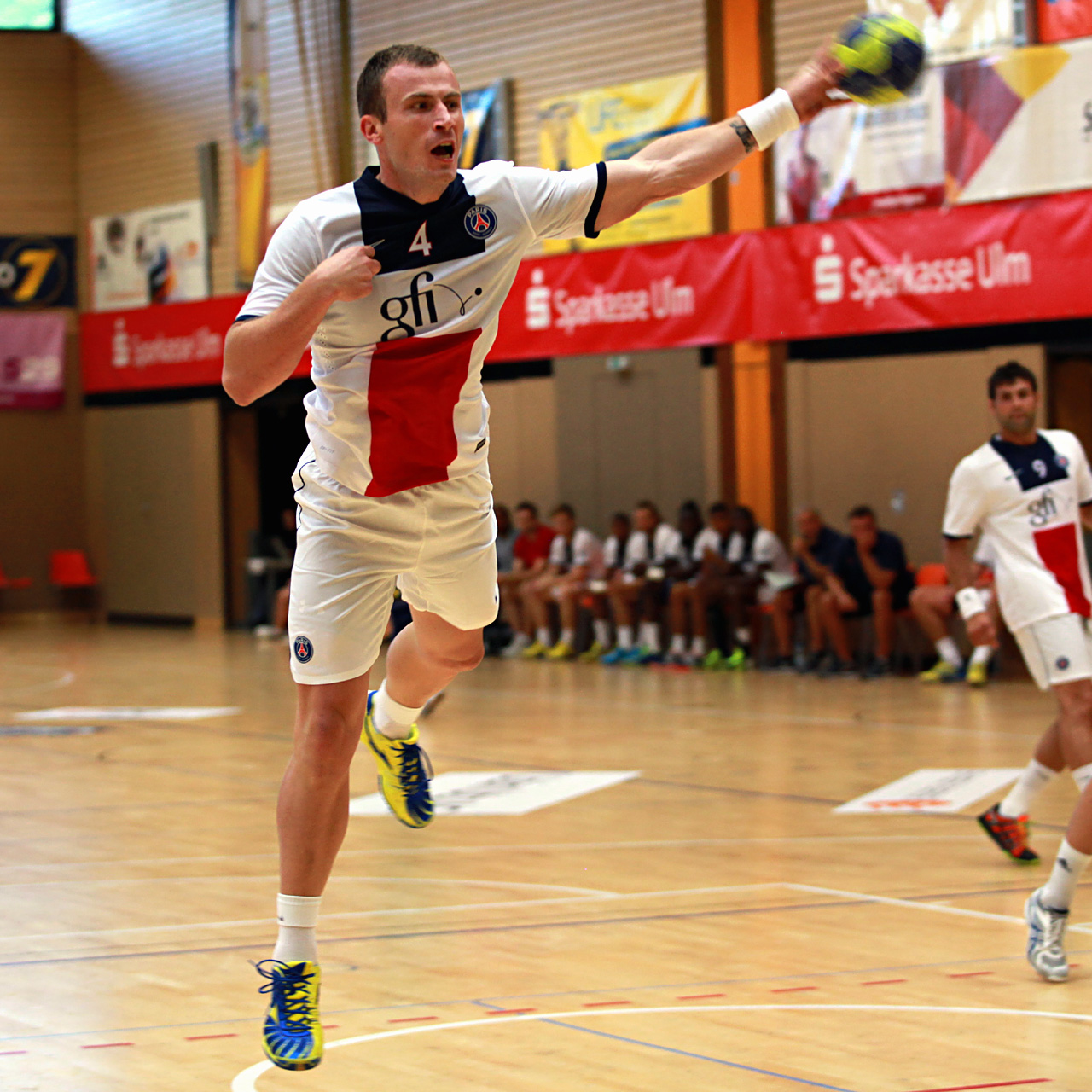
Fahrudin Melić im Trikot von Paris (2013)

Der 1,83 m große und 90 kg schwere Linkshänder stammt aus der Talentschmiede von RK Bosna Sarajevo. Dort debütierte er auch mit 18 Jahren in der Premijer Liga. Bis auf die Saison 2004/05, in der er bei MRK Zrinski Mostar spielte, lief er bis 2010 für Bosna auf und gewann sechs Meisterschaften und fünf Pokaltitel. International erreichte er u. a. das Halbfinale im Europapokal der Pokalsieger 2006/07 und das Viertelfinale 2008/09.
2010 wechselte er zum Ligarivalen RK Borac Banja Luka, mit dem er den Pokal errang und die 3. Runde im EHF-Pokal 2010/11 erreichte. Nach dieser Saison verpflichtete ihn der slowenischen Verein RK Velenje. Mit Velenje gewann er zwei Meisterschaften und kam im EHF-Pokal 2011/12 ins Viertelfinale und in der EHF Champions League 2012/13 ins Achtelfinale. Ab 2013 lief er für den französischen Klub Paris Saint-Germain auf. In der EHF Champions League 2013/14 qualifizierte er sich für das Achtelfinale. Ab der Saison 2016/17 stand er bei Chambéry Savoie HB unter Vertrag. Mit Chambéry Savoie gewann er 2019 den französischen Pokal. Zur Saison 2020/21 wechselte er zu Saint-Raphaël Var Handball. Ende Oktober 2021 wurde sein Vertrag bei Saint-Raphaël Var Handball aufgelöst.
Anfang November 2021 unterschrieb er beim kroatischen Verein RK Našice.

### Nationalmannschaft
Fahrudin Melić nahm mit der Montenegrinischen Nationalmannschaft an der Weltmeisterschaft 2013 teil, scheiterte aber bereits in der Vorrunde. Bei der Europameisterschaft 2016 schied er mit Montenegro nach der Vorrunde aus. Bisher bestritt er 35 Länderspiele, in denen er 154 Tore erzielte. (Stand: 27. Dezember 2022)

### Erfolge
- Bosnisch-herzegowinischer Meister 2003, 2006, 2007, 2008, 2009 und 2010
- Bosnisch-herzegowinischer Pokalsieger 2003, 2004, 2008, 2009, 2010 und 2011
- Slowenischer Meister 2012 und 2013
- Französischer Meister 2015, 2016
- Französischer Pokalsieger 2014, 2015, 2019